# Karl Josef Weiler
Karl Josef Weiler (* 23. Mai 1901 in Hochheide; † 19. April 1939 in Düsseldorf) war ein deutscher Beamter, Jurist, NS-Funktionär und kommissarischer Landrat des Kreises Geldern.

## Leben
Der Katholik Karl Josef Weiler war ein Sohn des Lehrers (und zuletzt Rektors) Peter Weiler und dessen Ehefrau Christine, geborene Röttchen († 14. April 1914). Nach dem Besuch eines Gymnasiums in Essen-Rüttenscheid, das er mit Ablegung der Reifeprüfung zu Ostern 1919 verließ, studierte Weiler direkt anschließend bis 1923 in Bonn Philologie bzw. Katholische Theologie. Nach seinem Examen 1923 besuchte er das Priesterseminar Köln und nahm im Weiteren in Würzburg ein Studium der Rechtswissenschaften auf. Nach der Promovierung zum Dr. iur. im Jahr 1926 wurde er Hilfsarbeiter bei einem Rechtsanwalt und  1927 Syndikus des Haus- und Grundbesitzervereins in Trier, bevor er sich 1928 als selbstständiger Wirtschafts- und Rechtsberater niederließ.
Nach seinem Eintritt in die Nationalsozialistische Deutsche Arbeiterpartei zum 1. Juni 1930 betätigte sich Weiler ab November desselben Jahres als Funktionär der Partei. Ab dem 15. November 1933 war er hauptberuflicher SA-Führer, hier zuletzt bei der Brigade 73 in Essen. Mit Dienstantritt am 28. August 1934 wurde er kommissarisch zum Landrat des Kreises Geldern ernannt, die Beauftragung zur Amtsübernahme jedoch mit Erlass vom 30. November 1934 zurückgezogen. Weiler schied daraufhin zum 11. Dezember 1934 aus dem Dienst aus. 
Innerhalb der Gliederungen der SA war der unverheiratet gebliebene Weiler Obersturmbannführer der SA-Gruppe Niederrhein in Düsseldorf, zuletzt als Leiter der Führungsabteilung.